# Wyjaśnianie
Wyjaśnianie, tłumaczenie, eksplanacja – zadanie myślowe polegające na wskazaniu racji dla stwierdzonego zdania; jedna z najbardziej znanych odmian rozumowania obok wnioskowania, dowodzenia i sprawdzania.
Wyjaśnienie polega na odpowiedzi na pytanie "dlaczego tak jest jak stwierdziliśmy?" (w odróżnieniu od rozumowania typu dowodzenie, gdzie orzekamy o wartości logicznej stwierdzenia, odpowiadając np. na pytanie "czy to, co stwierdziliśmy jest prawdą?"). Zatem można powiedzieć, że wyjaśnianie jest szukaniem związków między stwierdzonymi faktami(uznanymi za prawdziwe), bez potrzeby dowodzenia ich wartości logicznych. 
W przypadku, gdy nie potrafimy wyjaśnić obserwowanych faktów za pomocą wcześniejszych obserwacji uznanych za prawdziwe, wówczas tworzy się tzw. hipotezę wyjaśniającą. Hipoteza wyjaśniająca (H) jest stwierdzeniem dołączanym do zbioru stwierdzeń prawdziwych, którymi dotychczas dysponowaliśmy W (czyli do naszej wiedzy). Hipoteza nie ma jednakże ustalonej wartości logicznej. Dołączenie hipotezy H do zbioru W ma na celu sprawdzenie, czy za pomocą takiego połączenia H+W da się wyjaśnić jakiś obserwowany przez nas fakt. Hipotezę należy jednak sprawdzić. Wielokrotne zaobserwowanie, że przyjęta hipoteza jest wyjaśnieniem również dla innych, niż wyjściowy, zaobserwowanych faktów, przy jednoczesnym braku zjawisk, które przeczyłyby jej, sugeruje nam, że hipoteza ta z dużym prawdopodobieństwem jest prawdziwa (choć pewności nigdy nie ma). 
Przy stawianiu hipotez wyjaśniających może pojawić się problem istnienia kilku hipotez wykluczających się wzajemnie, lecz będących, w połączeniu z dotychczasową wiedzą, wyjaśnieniami dla zaobserwowanego przez nas faktu. Takie hipotezy nazywa się konkurencyjnymi. 
Przy wyborze jednej z hipotez kierować się należy, tym, aby przyjęta hipoteza dawała uzasadnienie dla jak największej i jak najbardziej różnorodnej ilości obserwowanych faktów. Gdy w dotychczasowej wiedzy nie znajdujemy faktów, które mogłyby obalić jedną z konkurencyjnych hipotez, wówczas należy przeprowadzić experimentum crucis (eksperyment rozstrzygający), tzn. taki, którego wynik potwierdziłby jedną z hipotez, a resztę obalił. Hipotezę potwierdzoną uznajemy wówczas za prawdziwą. 
Hipoteza wyjaśniająca nie może być formułowana ad hoc, czyli nie może być wyjaśniająca tylko dla jednego faktu, dla którego wyjaśnienia się poszukuje.